# Diktatorn (TV-serie)
Diktatorn är en svensk realityserie/dokusåpa från Utbildningsradion. Den började sändas den 28 oktober 2014 i SVT24. Det blev ingen säsong två eftersom den inte fick så många visningar och ingen fick ens prispengarna.

### Fotnoter
1. ↑  ”TV  SVT2 2014-10-28”. Svensk mediedatabas. 28 oktober 2014. http://smdb.kb.se/catalog/id/003539531. Läst 18 november 2014.